# Nyköpingsån
Nyköpingsån – rzeka w Szwecji przepływająca przez Närke i Södermanland, o długości 157 km i wielkości zlewni wynoszącej 3636,6 km². Płynie z kierunku północno-zachodniego na południowy wschód, uchodzi do Morza Bałtyckiego w Nyköping.

## Przebieg
Rzeka ma swoje źródło w jeziorze Tisaren, ok. 30 km na południe od Örebro. Dalej płynie w kierunku wschodnim i przechodzi przez jeziora: Sottern, Örlången (Ölångssjön) i Högsjön. Następnie przepływa przez żyzne równiny wokół Vingåker i przechodzi przez jeziora Kolsnaren i Viren, do którego wpada również rzeka Forsaån. Następnie Nyköpingsån przechodzi przez kilka małych jezior i wpada do Yngaren. Dalszy przebieg rzeki wiedzie przez Hallbosjön i kręte jezioro z licznymi zatokami – Långhalsen, do którego wpada największy dopływ – Husbyån. Następnie rzeka skręca na południe, by znaleźć swoje ujście w Morzu Bałtyckim w Nyköping. Dopiero od ujścia z Långhalsen na odcinku ostatnich 15 km rzeka przyjmuje swoją właściwą nazwę – Nyköpingsån. Na wcześniejszych odcinkach nazywana jest: Vingåkersån i Akforsån.
Rzeka przepływa przez miejscowości: Åsbro, Högsjö, Vingåker, Katrineholm, Forssjö, Vrena, Harg i Nyköping. Na rzece znajdują się liczne spiętrzenia i elektrownie wodne.

## Geografia
Koryto rzeki przepływa przez obszar polodowcowy, podłoże tworzy głównie gnejs. Otoczenie stanowi mieszaninę bloków, kamieni, żwiru, piasku i gliny. Wielkość opadów na terenie zlewni rzeki wynosi średnio 500–600 mm rocznie. Wahania poziomu wody na większości odcinków rzeki są stosunkowo małe, co jest spowodowane wyrównaniem przez wiele jezior, przez które przepływa, mimo to część terenów zagrożone jest lokalnymi podtopieniami. Średni przepływ zmierzony w Nyköping wynosi 24 m³/s, jednak charakteryzuje się dużą zmiennością i waha się między 4 a 110 m³/s, co jest charakterystyczne jedynie dla ostatniego odcinka rzeki.

## Przyroda
Rzeka jest siedliskiem takich gatunków ryb jak pstrąg, węgorz, certa, minóg rzeczny. Stwierdzono także występowanie licznych gatunków małży takich jak: skójka gruboskorupowa, skójka zaostrzona, szczeżuja pospolita, szczeżuja wielka i szczeżuja spłaszczona.